# 讓·威尼克斯
讓·威尼克斯（Jan Baptist Weenix、Jan Baptiste Weeninx）是一位荷蘭黃金時代的畫家。
儘管他的職業生涯相對短暫，但他是一位多產且多才多藝的畫家。他最喜歡的主題是義大利風景畫，畫中有廢墟中的大型人物、海濱景色，晚年創作大型靜物畫，描繪的是死去的獵物或獵犬。他主要致力於將義大利港口場景引入荷蘭藝術，創作中尺寸的畫作。

## 生平
1649年，讓·威尼克斯成為烏特勒支聖路加行會的會長，並繪製了勒內·笛卡爾的肖像。他的妹夫吉斯伯特·德·洪德科特（Gijsbert d'Hondecoeter）去世後，他和自己的兒子揚·威尼克斯（Jan Weenix）一起訓練了侄子梅爾基奧爾·德·洪德科特（Melchior d'Hondecoeter）。
威尼克斯租下了位於烏特勒支郊外哈澤伊倫斯（Haarzuilens）的泰爾梅城堡（Ter Mey），以便專心工作及應對瘟疫流行。1659年4月25日，他的遺產被拍賣。他的遺孀一直住在烏特勒支的維特夫魯文街（Wittevrouwenstraat），於1662年10月6日下葬。